# 庶長操
庶長操（?—?），名操，战国时期秦国庶长，在秦惠文王麾下。
前331年（周显王三十八年、秦惠文王前七年），义渠国（今甘肃省庆阳市附近）内乱，秦惠文王派庶長操率领大军平定义渠，义渠于是开始臣服于秦国。前327年（周显王四十二年、秦惠文王前十一年），秦国建立义渠县。